# Colibrí d'Oaxaca
El colibrí d'Oaxaca (Eupherusa cyanophrys) és un ocell de la família dels troquílids (Trochilidae) que habita al sud de Mèxic central.